# Aleurochiton
Aleurochiton es un género de  insectos hemiptera de la familia Aleyrodidae.

## Especies
Las especies de este género son:
- Aleurochiton acerinus Haupt, 1934
- Aleurochiton aceris (Modeér, 1778)
- Aleurochiton forbesii (Ashmead, 1893)
- Aleurochiton orientalis Danzig, 1966
- Aleurochiton pseudoplatani Visnya, 1936